# Vietnamesische Badmintonmeisterschaft
Bei den Vietnamesischen Meisterschaften im Badminton werden die Titelträger des Landes in dieser Sportart ermittelt. Die Meisterschaften finden seit 1964 statt. Mit den Vietnam Open richtet das Land auch eine hochkarätige internationale Meisterschaft aus. Im neuen Jahrtausend zählen Nguyễn Tiến Minh und Lê Ngọc Nguyên Nhung als weltweite Spitzenspieler. Beide starteten auch bei Olympia. Der frühere Serienmeister Nguyễn Phú Cường schaffte dagegen den Sprung zu Olympia nicht.

## Die Titelträger
| Saison    | Herreneinzel     | Dameneinzel          | Herrendoppel                        | Damendoppel                            | Mixed                                  |
| --------- | ---------------- | -------------------- | ----------------------------------- | -------------------------------------- | -------------------------------------- |
| 1964      | Âu Đức Minh      | nicht ausgetragen    | Âu Tâm Đế Nguyễn Không Phước        | nicht ausgetragen                      | nicht ausgetragen                      |
| 1965      | Âu Đức Minh      | nicht ausgetragen    | Âu Tâm Đế Lâm Trình                 | nicht ausgetragen                      | nicht ausgetragen                      |
| 1966      | Huỳnh Tấn Tài    | nicht ausgetragen    | Âu Tâm Đế Thái Luân Hiển            | nicht ausgetragen                      | nicht ausgetragen                      |
| 1967      | Huỳnh Tấn Tài    | nicht ausgetragen    | Âu Tâm Đế Âu Đức Minh               | nicht ausgetragen                      | nicht ausgetragen                      |
| 1968 2000 | keine Daten      | keine Daten          | keine Daten                         | keine Daten                            | keine Daten                            |
| 2001      | Nguyễn Phú Cường |                      |                                     |                                        |                                        |
| 2002      | Nguyễn Tiến Minh |                      |                                     |                                        |                                        |
| 2003      |                  | Lê Ngọc Nguyên Nhung |                                     | Lê Ngọc Nguyên Nhung                   |                                        |
| 2004      | Nguyễn Tiến Minh | Lê Ngọc Nguyên Nhung | Nguyễn Tiến Minh Nguyễn Quang Minh  | Lê Thị Thanh Thủy Thái Thị Hồng Gấm    | Trần Thanh Hải Trần Thị Thanh Thảo     |
| 2005      | Nguyễn Tiến Minh | Lê Ngọc Nguyên Nhung | Trần Thanh Hải Nguyễn Quang Minh    | Lê Thị Thanh Thủy Thái Thị Hồng Gấm    | Trần Thanh Hải Trần Thị Thanh Thảo     |
| 2006      | Nguyễn Tiến Minh | Nguyễn Thị Bình Thơ  | Trần Thanh Hải Nguyễn Tiến Minh     | Lê Thị Thanh Thúy Thái Thị Hồng Gấm    | Nguyễn Hoàng Long Ngô Hải Vân          |
| 2007      | Nguyễn Tiến Minh | Nguyễn Thị Bình Thơ  | Nguyễn Tiến Minh Nguyễn Quang Minh  | Lê Thị Thanh Thúy Trần Thị Thanh Thảo  | Huỳnh Nguyễn Khang Trần Thị Thanh Thảo |
| 2008      | Nguyễn Tiến Minh | Nguyễn Thị Bình Thơ  | Huỳnh Nguyễn Khang Nguyễn Hoàng Nam | Nguyễn Thị Sen Vũ Thị Trang            | Dương Bảo Đức Thái Thị Hồng Gấm        |
| 2009      | Nguyễn Tiến Minh | Nguyễn Thị Bình Thơ  | Đào Mạnh Thắng Bùi Bằng Đức         | Lê Ngọc Nguyên Nhung Thái Thị Hồng Gấm | Dương Bảo Đức Thái Thị Hồng Gấm        |
| 2011      | Nguyễn Tiến Minh | Vũ Thị Trang         | Dương Bảo Đức Nguyễn Hoàng Nam      | Nguyễn Thị Sen Vũ Thị Trang            | Dương Bảo Đức Thái Thị Hồng Gấm        |
| 2012      | Nguyễn Tiến Minh | Vũ Thị Trang         | Dương Bảo Đức Nguyễn Hoàng Nam      | Nguyễn Thị Se Vũ Thị Trang             | Dương Bảo Đức Thái Thị Hồng Gấm        |
| 2013      | Nguyễn Tiến Minh | Vũ Thị Trang         | Nguyễn Hoàng Nam Dương Bảo Đức      | Nguyễn Thị Sen Vũ Thị Trang            | Dương Bảo Đức Thái Thị Hồng Gấm        |
| 2015      | Phạm Cao Cường   | Vũ Thị Trang         | Dương Bảo Đức Bảo Minh              | Nguyễn Thị Sen Vũ Thị Trang            | Đỗ Tuấn Đức Phạm Như Thảo              |
| 2016      | Phạm Cao Cường   | Vũ Thị Trang         | Lê Hà Anh Đào Mạnh Thắng            | Nguyễn Thị Sen Vũ Thị Trang            | Đỗ Tuấn Đức Phạm Như Thảo              |
| 2017      | Nguyễn Tiến Minh | Vũ Thị Trang         | Đỗ Tuấn Đức Phạm Hồng Nam           | Nguyễn Thị Sen Vũ Thị Trang            | Đỗ Tuấn Đức Phạm Như Thảo              |
| 2019      | Nguyễn Tiến Minh | Nguyễn Thùy Linh     | Đỗ Tuấn Đức Phạm Hồng Nam           | Phạm Thị Khánh Đinh Thị Phương Hồng    | Đỗ Tuấn Đức Phạm Như Thảo              |
| 2020      | Nguyễn Tiến Minh | Nguyễn Thùy Linh     | Đỗ Tuấn Đức Phạm Hồng Nam           | Vũ Thị Trang Vũ Thị Anh Thư            | Đỗ Tuấn Đức Phạm Như Thảo              |
| 2021      | Lê Đức Phát      | Nguyễn Thùy Linh     | Đỗ Tuấn Đức Phạm Hồng Nam           | Vũ Thị Trang Vũ Thị Anh Thư            | Phạm Văn Hải Thân Vân Anh              |
| 2023      | Nguyễn Tiến Minh | Nguyễn Thùy Linh     | Đỗ Tuấn Đức Phạm Hồng Nam           | Phạm Thị Khánh Đinh Thị Phương Hồng    | Trần Văn Trì Trần Thị Linh Giang       |
| 2024      | Nguyễn Hải Đăng  | Nguyễn Thùy Linh     | Đỗ Tuấn Đức Phạm Hồng Nam           | Bùi Bích Phương Vũ Thị Chinh           | Phạm Văn Hải Thân Vân Anh              |